# معاهدة حظر الأسلحة النووية
معاهدة حظر الأسلحة النووية (بالإنجليزية: Treaty on prohibition of nuclear weapons)‏، وتُختصر إلى (TPNW)، وهي أول اتفاقية دولية للإلزام القانوني بحظر الأسلحة النووية على نحو شامل، بهدف المُضي نحو القضاء التام على هذه الأسلحة. مُررت هذه المعاهدة يوم 7 يوليو عام 2017. وتحتاج هذه المعاهدة توقيع وتصديق 50 دولةً على الأقل حتى تُطبق. وبحلول يوم 23 يناير عام 2020، صدقت 35 دولةً على هذه المعاهدة. وتمنع هذه المعاهدة الدول المُصدِّقة عليها من تطوير، واختبار، وإنتاج، وتخزين، وإقامة، ونقل، واستخدام، والتهديد باستخدام الأسلحة النووية، بالإضافة إلى حظر المساعدة والتشجيع على هذه الأنشطة المحظورة. وتعطي هذه المعاهدة الدول المُصدِّقة عليها، والمالكة للأسلحة النووية، إطارًا زمنيًا محددًا لإجراء المفاوضات التي ستؤول إلى قضاء مُحقَّق، وبلا رجعة، على برنامج الأسلحة النووية.
بدأت المفاوضات على هذه المعاهدة بالأمم المتحدة في مارس عام 2017، طبقًا لتفويض رسمي تبنته الجمعية العامة للأمم المتحدة في ديسمبر عام 2016، واستمرت هذه المفاوضات بين 15 يونيو وحتى 7 يوليو عام 2017. وعند التصويت على نص هذه المعاهدة، صوتت 122 دولةً لصالحها، وصوتت دولة واحد ضدها (دولة هولندا)، وامتنعت دولة آخر عن التصويت (جمهورية سنغافورة). لم تصوت 69 دولةً على هذه المعاهدة، ومن بينهم جميع الدول المالكة للأسلحة النووية وجميع أعضاء حلف شمال الأطلسي (الناتو) باستثناء هولندا.

## التصور
ستشكل معاهدة حظر الأسلحة النووية، طبقًا لما يتصوره مؤيدوها، «التزامًا سياسيًا واضحًا» لتحقيق عالم خالٍ من السلاح النووي والحفاظ عليه. ومع ذلك، فبخلاف اتفاقية الأسلحة النووية، لم يكن مقصودًا أن تضم هذه المعاهدة كافة الوسائل القانونية والتقنية المطلوبة حتى نحقق القضاء على الأسلحة النووية. وستكون بنود هذه المعاهدة مادةً للمفاوضات اللاحقة، لتسمح بالتوصل إلى اتفاقية مبدئية بشكل سريع نسبيًا، دون الحاجة إلى اشتراك الدول المالكة للأسلحة النووية إذا استلزم الأمر.
يؤمن مؤيدو هذه المعاهدة أنها ستؤدي إلى «وصم» الأسلحة النووية، وستعمل باعتبارها عاملًا حفازًا للقضاء عليها. تعهد نحو ثلثي دول العالم على العمل معًا «لغلق هذه الفجوة القانونية» الموجودة عند النظام الدولي القائم الذي يحكم الأسلحة النووية، وترى هذه الدول أن معاهدة حظر السلاح النووي هي الخيار الوحيد لتحقيق هذا الهدف.
تعتبر الأسلحة النووية غير محظورة على نحو شامل وعالمي، بخلاف الأسلحة الكيميائية، والأسلحة البيولوجية، والألغام المضادة للأفراد، والقنابل العنقودية. وتضم معاهدة الحد من انتشار الأسلحة النووية (NPT) قوانين حظر جزئيةً فقط، وتحظر معاهدات المناطق الخالية من السلاح النووي وجود الأسلحة النووية في بعض المناطق الجغرافية المعينة فقط.

## نظرة عامة على بنود المعاهدة
تُحفز المقدمة التمهيدية لهذه المعاهدة الدول للموافقة عليها من خلال بيان «العواقب الكارثية» لاستخدام الأسلحة النووية، والخطر الناجم عن وجودها فقط، ومن خلال بيان معاناة الهيباكوشا، وهم الضحايا الناجون من القصف الذري على هيروشيما وناكازاكي لعام 1945، ومعاناة ضحايا التجارب النووية، ومن خلال «نزع السلاح النووي على نحو بطئ» و«الاعتماد المستمر على الأسلحة النووية بالأنظمة العسكرية في المفاهيم الأمنية» مثل الردع. تعترف المعاهدة «بالآثار غير المتناسبة لأنشطة الأسلحة النووية على الشعوب الأصلية». وتعبر عن امتثالها للقوانين القائمة، وهي: ميثاق الأمم المتحدة، والقانون الدولي الإنساني، والقانون الدولي لحقوق الإنسان، والقرار الأول الذي تبنته الأمم المتحدة يوم 24 يناير عام 1946، ومعاهدة الحد من انتشار الأسلحة النووية، ومعاهدة الحظر الشامل للتجارب النووية ونظام التحقق الخاص بها، بالإضافة إلى معاهدات المناطق الخالية من السلاح النووي. وعلاوةً على ذلك، تؤكد المعاهدة على «الحق غير القابل للمصادرة» في الاستخدام السلمي للطاقة النووية. وأخيرًا، تعترف المعاهدة بالعوامل الاجتماعية للسلام ونزع السلاح، وهي: مشاركة النساء والرجال على حد سواء، والتعليم، والضمير العام، و«المنظمات الدولية والإقليمية، والمنظمات غير الحكومية، والقادة الدينيون، والبرلمانيون، والأكاديميون، والهيباكوشا».
البند الأول، ويحتوي على قوانين حظر ضد تطوير، واختبار، وإنتاج، وتخزين، وإقامة، ونقل، واستخدام، والتهديد باستخدام الأسلحة النووية، بالإضافة إلى حظر المساعدة والتشجيع على هذه الأنشطة المحظورة. وأخيرًا، تحريم «أي تحكم مباشر وغير مباشر بالأسلحة النووية أو أجهزة المتفجرات النووية الأخرى».
البند الثاني، ويُلزم هذا البند جميع الأطراف بالتصريح عما إذا كانوا يمتلكون  أسلحةً نوويةً خاصةً بهم أو أي أسلحة نووية موجودة على أراضيهم، ويتضمن هذا البند القضاء أو تغيير نشاط المنشآت الخاصة بهذه الأسلحة.
البند الثالث، ويُلزم هذا البند الأطراف بعدم حيازة الأسلحة النووية وبالمحافظة على ضمانات الوكالة الدولية للطاقة الذرية (IAEA)، كما يُلزم الأطراف التي لم تقدم بعد هذه الضمانات أن توافق على تقديمها وأن تقتدي بالدول غير المالكة للأسلحة النووية في إطار معاهدة الحد من انتشار الأسلحة النووية.
البند الرابع، ويحدد هذا البند إجراءات المفاوضات مع دولة فردية مالكة للسلاح النووي بعد أن تصبح طرفًا بالمعاهدة، ويضم حدودها الزمنية ومسؤولياتها. وإذا قضت إحدى الدول على تسليحها النووي قبل أن تصبح طرفًا بالمعاهدة، ستتحقق إحدى «السلطات الدولية المختصة» غير المحددة من هذا الإجراء، وتُلزَم الدولة أيضًا بإبرام اتفاقًا على الضمانات مع الوكالة الدولية للطاقة الذرية لتقديم تعهدًا موثوقًا بأنها لن تحتجز المواد النووية لنفسها، ولن تحظى بأي مواد وأنشطة نووية غير مصرح عنها. وإذا لم تدمر الدولة ترسانتها النووية بعد، تُلزَم بالتفاوض مع تلك «السلطة الدولية المختصة» على خطة زمنية محددة لقضاء محقق، وبلا رجعة، على برنامجها للأسلحة النووية، على أن تُقدَم هذه الخطة إلى الاجتماع التالي للدول الموقِّعة أو إلى مؤتمر المراجعة التالي، وفقًا لما سينعقد أولًا منهما.
البند الخامس، ويختص هذا البند بالتطبيق الوطني لهذه المعاهدة بكل دولة. ويفرض البند السادس المعالجة البيئية ومساعدة ضحايا استخدام واختبار الأسلحة النووية. وطبقًا للبند السابع، ينبغي على الدول أن تساعد بعضها البعض في تحقيق هذه الأغراض، مع مسؤولية خاصة على الدول المالكة للأسلحة النووية. وبشكل عام، ينبغي على جميع الدول الأطراف أن يتعاونوا على تسهيل تطبيق هذه المعاهدة. ويحدد البند الثامن اجتماعات الدول الأطراف، ويحدد البند التاسع اشتراك الدول في تحمل تكاليف هذه الاجتماعات طبقًا لجدول الأنصبة المقررة الخاص بالأمم المتحدة. تختص البنود 10 إلى 12 بإمكانية إجراء التعديلات، وتسوية النزاعات، وبـ«هدف الانضمام العالمي لجميع الدول لهذه المعاهدة».
وطبقًا للبنود 13 إلى 15، فُتح باب التوقيع على المعاهدة بدايةً من يوم 20 سبتمبر عام 2017 بمقارّ الأمم المتحدة في نيويورك. «ستدخل المعاهدة حيز التنفيذ بعد مرور 90 يومًا بعد توقيع 50 وثيقة تصديق، أو قبول، أو موافقة على المعاهدة، أو انضمام إليها».

## التاريخ، والنوايا، والتأثير

### التصويت
أُقيم التصويت على المسودة النهائية يوم 7 يوليو عام 2017، مع تصويت 122 دولةً لصالح المعاهدة، وتصويت دولة واحدة ضدها (هولندا)، وامتناع دولة أخرى (سنغافورة) عن التصويت.
وكانت جنوب أفريقيا وكازاخستان ضمن الدول التي صوتت لصالح هذه المعاهدة، وكلتا الدولتين امتلكتا أسلحةً نوويةً في السابق وتخلصتا منها إراديًا. وصوتت كل من إيران والسعودية لصالح هذه المعاهدة. وتوجد بعض المؤشرات على مشاركة السعودية ماليًا في مشاريع القنبلة الذرية الباكستانية في مقابل إمكانية شراء ترسانة نووية صغيرة منها، ليكون خيارًا قائمًا في حالة امتلاك إيران للرؤوس الحربية النووية.